# Ilyushin Il-108
O Ilyushin IL-108 é um projeto de jato comercial, de duas turbinas, de fabricação Soviética, elaborado em 1990 pela Ilyushin. Um primeiro modelo foi apresentado no mesmo ano, mas, aparentemente, nenhum dos Il-108 chegou a voar. É semelhante em aparência ao Bombardier Challenger 300.